# خيمناستيك طركونة
نادي خيمناستيك طركونة (بالإسبانية: Club Gimnàstic de Tarragona)‏ هو نادي كرة قدم من طركونة، كتالونيا، إسبانيا. يلعب حالياً في الدوري الإسباني الدرجة الأولى بعدما حصل على المركز الثاني في دوري الدرجة الثانية في الموسم 2005 - 2006. ملعب الفريق منذ عام 1972 هو نو إستادي الذي يسع لـ 12000 متفرج. تأسس الفريق عام 1886 ويعد من أقدم أندية الرياضة في إسبانيا، رغم أن قسم كرة القدم لم يبدأ نشاطاته إلا في عام 1914. كانت أفضل فترة للنادي في الدوري الإسباني الدرجة الأولى بين عام 1947 و1950. اليوم ينشط النادي، بالإضافة إلى كرة القدم، في الرياضات: كرة السلة، والتنس، وتنس الطاولة، وكرة القدم داخل الصالات.

## أبرز إنجازات الفريق
- الدوري الإسباني الدرجة الثانية: 1996-97
- الدوري الإسباني الدرجة الثالثة: 1944-45، 1954-55، 1960-61، 1965-66، 1966-67، 1971-72، 1977-78

## وصلات خارجية
- الموقع الرسمي